# Ailurops melanotis
Ailurops melanotis är en pungdjursart som först beskrevs av Oldfield Thomas 1898. Ailurops melanotis ingår i släktet Ailurops och familjen klätterpungdjur. IUCN kategoriserar arten globalt som akut hotad. Inga underarter finns listade.
Pungdjuret förekommer på ön Salibabu som tillhör den indonesiska ögruppen Talaudöarna. Obekräftade iakttagelser berättades från den största ön av Sangiheöarna i samma region som ligger nordöst om Sulawesi. Denna observation kan syfta på en annan art från samma släkte. Habitatet utgörs av skogar och människans trädgårdar.